# Bellcaire d’Empordà
Der spanische Ort Bellcaire d’Empordà gehört zum Bezirk Baix Empordà in der Provinz Girona (Katalonien). Nördlich von Bellcaire d’Empordà liegt der kleine Ort Albons, südlich die Stadt Torroella de Montgrí.
Wie die meisten Orte der Region Empordà liegt Bellcaire d’Empordà auf einem kleinen Hügel. Vor dem 18. Jahrhundert war die Region von Seen und Marschland überzogen. Mitte des 18. Jahrhunderts wurden die Seen entwässert, um landwirtschaftliche Flächen anzulegen.

## Geographie
Bellcaire d’Empordà liegt an der Landstraße GI-632, nördlich verläuft die Schnellstraße C-31.
Die Landschaft ist überwiegend flach und landwirtschaftlich geprägt. Auf dem höchsten Punkt des Ortes steht die mittelalterliche Burg, die im 13. Jahrhundert von den Grafen von Empúries erbaut wurde.

## Geschichte
Die Region war bereits in der Jungsteinzeit besiedelt. Die verschiedenen Baustile der romanischen Kirche San Joan de Bellcaire sind ein Beleg, dass der Ort bereits in frühchristlicher, romanischer und gotischer Zeit existierte.

## Sehenswürdigkeiten
Castell de Bellcaire: Burganlage und Schloss der Grafen von Empúries aus dem 13. Jahrhundert. Das Gebäude wird heute vom Gemeinderat, als Pfarrkirche und für verschiedene Veranstaltungen genutzt.
Kirche de Sant Joan de Bellcaire: Romanische Kirche aus dem 11. Jahrhundert mit verschiedenen Baustilen, die bis in die frühchristliche Zeit zurückgehen.

## Personen aus Bellcaire d’Empordà
- Francesc „Tito“ Vilanova (1968–2014), Fußballspieler und Fußballtrainer

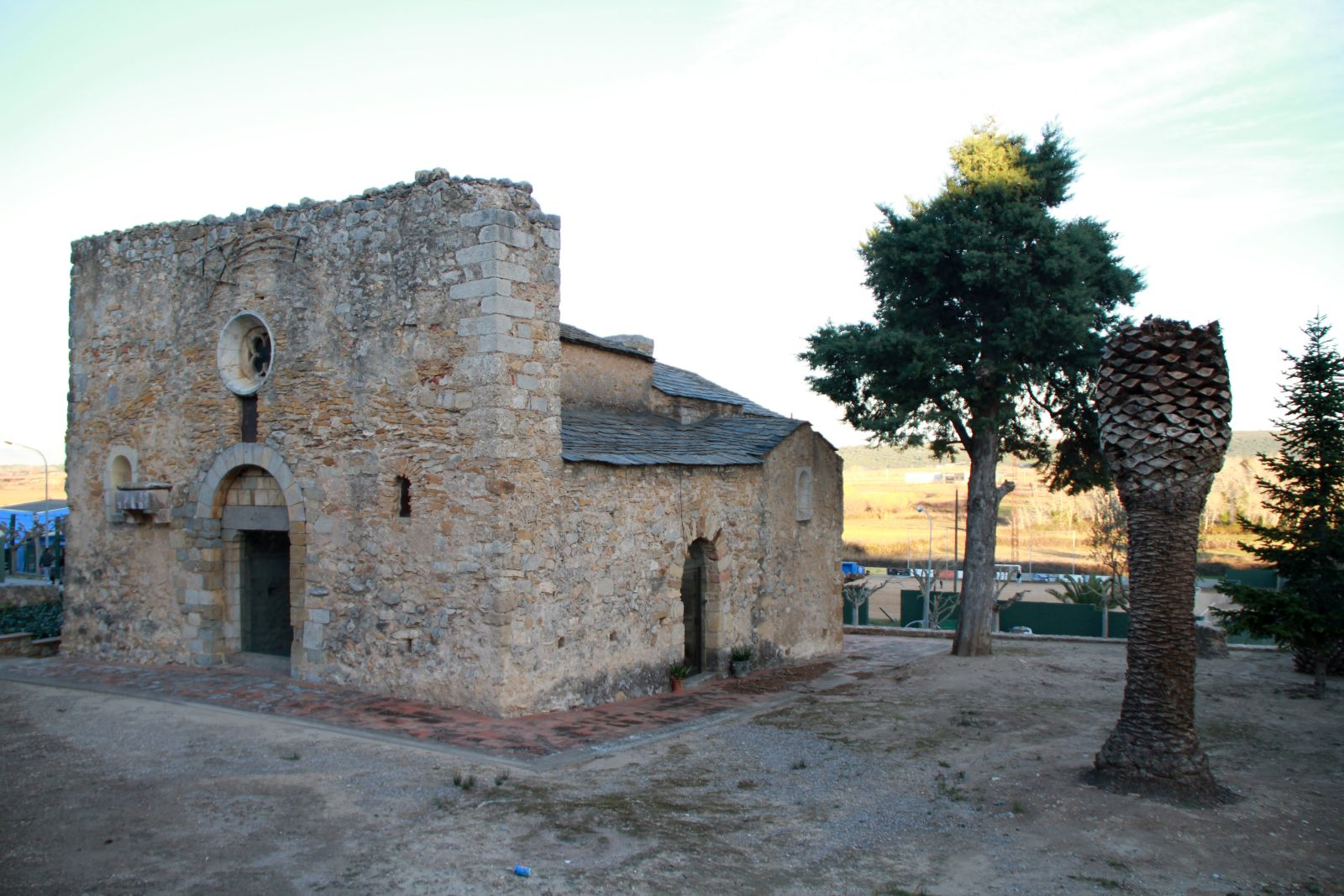
Romanische Kirche Sant Joan
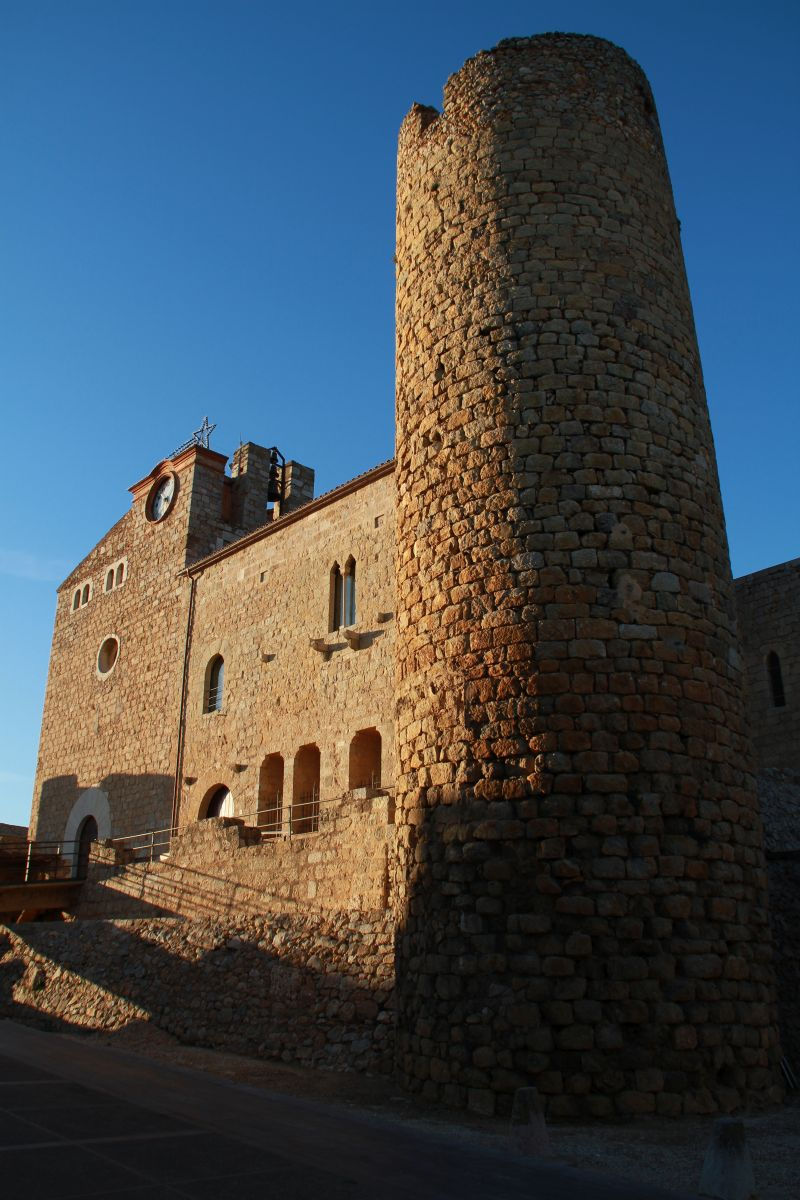
Burg und Schloss von Bellcaire d’Emporda
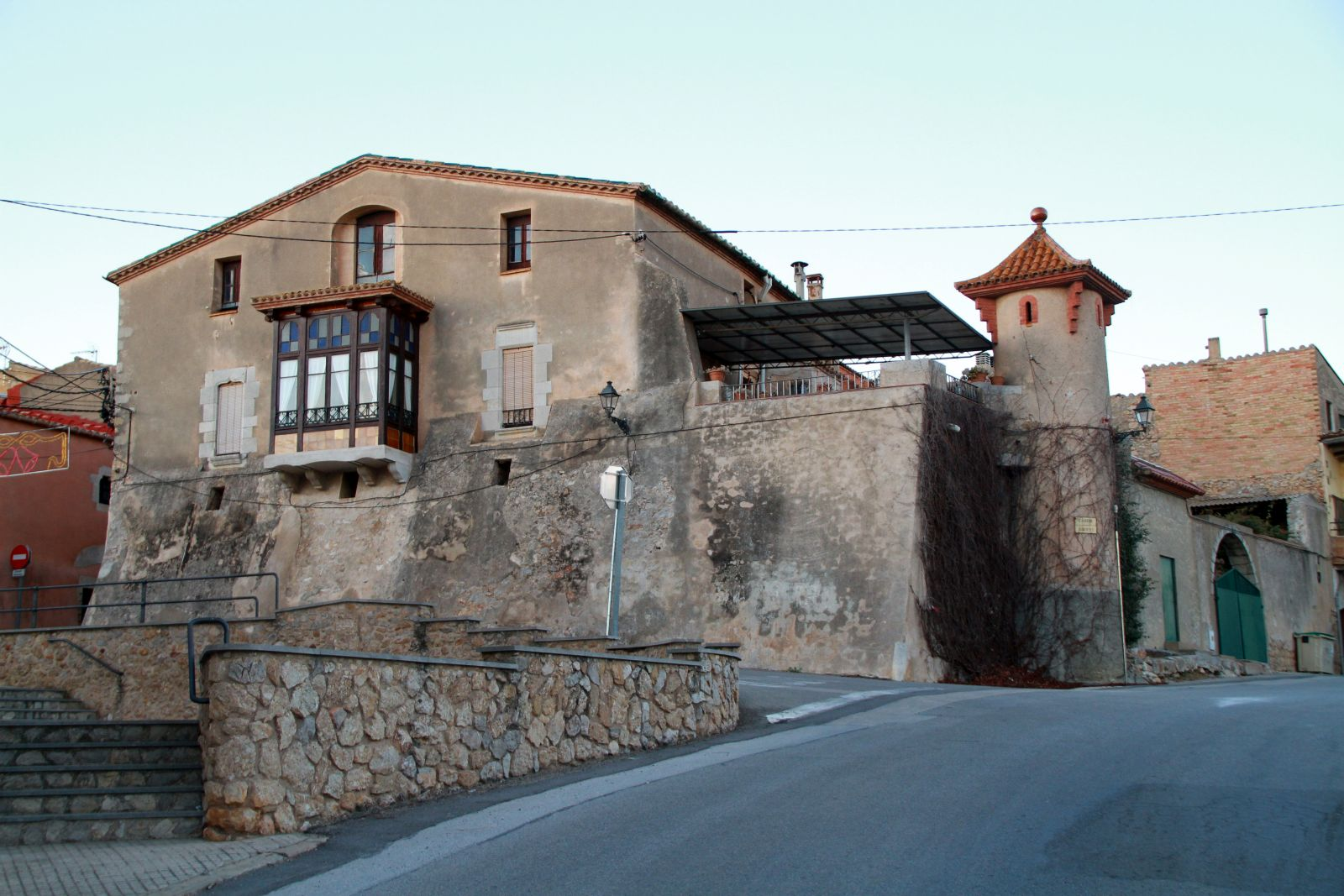
Haus in Bellcaire d’Emporda
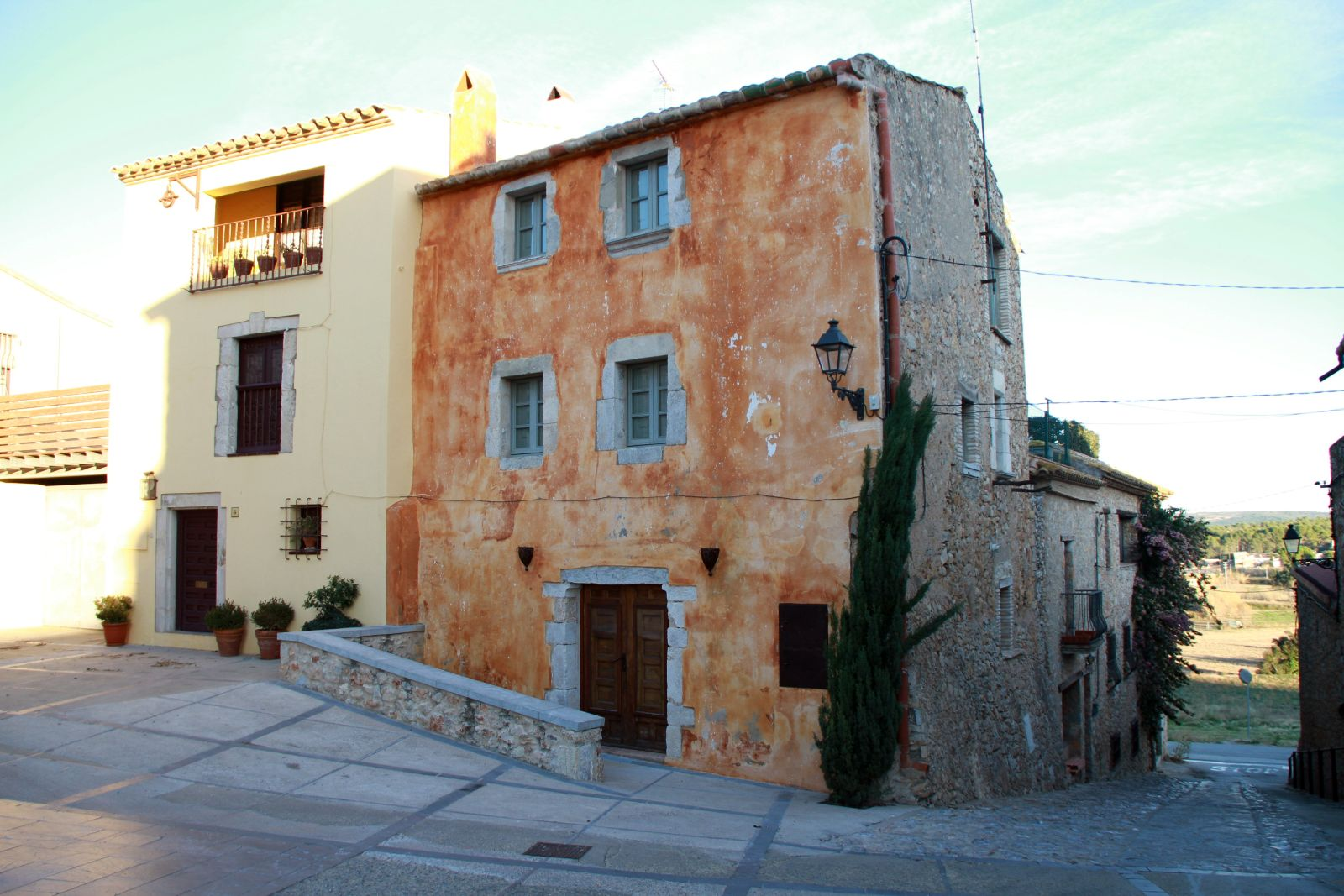
Typische Gasse in Bellcaire d’Emporda